# Patrick Mahomes
Patrick Lavon Mahomes II (sinh ngày 17 tháng 9 năm 1995) là một cầu thủ bóng bầu dục chuyên nghiệp người Mỹ hiện đang chơi ở vị trí tiền vệ cho đội Kansas City Chiefs của Giải Bóng bầu dục Quốc gia (NFL). Là con trai của cựu vận động viên giao bóng đến từ Major League Baseball (MLB) Pat Mahomes, ban đầu anh chơi bóng bầu dục đại học và bóng chày tại Đại học Công nghệ Texas. Sau năm thứ hai, anh ngừng chơi bóng chày để tập trung vào bóng bầu dục. Trong năm nhất của mình, Mahomes đã dẫn đầu trong số tất cả các cầu thủ giải sinh viên NCAA Division I FBS ở nhiều hạng mục bao gồm số lần chuyền bóng (5.052) và tổng số lần chạm bóng (53). Patrick Mahomes xếp thứ 10 chung cuộc trong kỳ tuyển chọn năm 2017 của Kansas City Chiefs.
Mahomes đã dành mùa giải tân binh của mình để làm cầu thủ dự phòng cho Alex Smith. Anh chính thức được chơi chính vào năm 2018 sau khi Chiefs chuyển nhượng Smith cho Washington Redskins. Trong mùa giải đó, Mahomes ném xa 5.097 thước Anh, sở hữu 50 lần chạm bóng và 12 lần đánh chặn. Anh đã trở thành tiền vệ duy nhất trong lịch sử ném xa hơn 5.000 thước Anh trong một mùa giải ở cả giải sinh viên và NFL. Patrick Mahomes cùng Tom Brady và Peyton Manning trở thành ba cầu thủ duy nhất trong lịch sử NFL ném được 50 đường chuyền chạm bóng và 5.000 thước Anh trong một mùa giải. Bằng màn thể hiện trong mùa giải đầu tiên của mình, anh đã được đặt tên cho Pro Bowl là First Team All-Pro và giành được giải thưởng Cầu thủ tấn công của năm và Cầu thủ xuất sắc nhất của mùa giải (NFL MVP). Mahomes là một trong bốn tiền vệ da đen từng giành được giải thưởng AP MVP (Cầu thủ xuất sắc nhất do Associated Press trao tặng).
Trong mùa giải 2019, Mahomes dẫn dắt Chiefs đến với Super Bowl LIV lần đầu tiên sau 50 năm. Chung cuộc Chiefs đánh bại San Francisco 49ers và vô địch NFL. Mahomes đã được trao giải Super Bowl MVP (Cầu thủ xuất sắc nhất trận Super Bowl), trở thành tiền vệ da đen thứ hai và là người trẻ nhất làm được điều này. Anh ấy cũng là tiền vệ người Mỹ gốc Phi thứ ba giành được giải Super Bowl.  Vào năm 2020, Mahomes đã ký hợp đồng gia hạn 10 năm trị giá 477 triệu đô la và 26 triệu đô la tiền thưởng khác, tổng số tiền là 503 triệu đô la, trở thành hợp đồng lớn thứ ba được biết đến trong lịch sử thể thao. Một năm sau khi ký hợp đồng, anh tiếp tục dẫn dắt Chiefs đến với trận Super Bowl thứ hai liên tiếp, nhưng đội đã thua Tampa Bay Buccaneers. Qua mùa giải 2022, Mahomes đã giành được đồng thời NFL MVP thứ hai trong sự nghiệp và Super Bowl MVP thứ hai sau chiến thắng trận Super Bowl LVII trước Philadelphia Eagles, trở thành cầu thủ đầu tiên giành được cả NFL MVP lẫn Super Bowl MVP trong cùng một năm kể từ Kurt Warner vào năm 1999, Mahomes gia nhập với Tom Brady và Joe Montana trở thành bộ tứt tiền vệ duy nhất giành được nhiều giải MVP của cả NFL và Super Bowl.
Kể từ khi trở thành tiền vệ xuất phát của Chiefs, Mahomes đã dẫn dắt đội năm lần liên tiếp tham gia AFC Championship Game từ mùa giải 2018 đến mùa giải 2022, xếp ở vị trí thứ hai với Ken Stabler về số lần một tiền vệ ra sân trong trận tranh chức vô địch hiệp hội liên tiếp.